# Eviota afelei
Eviota afelei és una espècie de peix marí de la família dels gòbids i de l'ordre dels perciformes. Va ser descrit per David Starr Jordan i Alvin Seale el 1906.
Els adults poden assolir els 1,8 cm de longitud total. Es troba al Pacífic.